# Galaxie spirală de mare stil

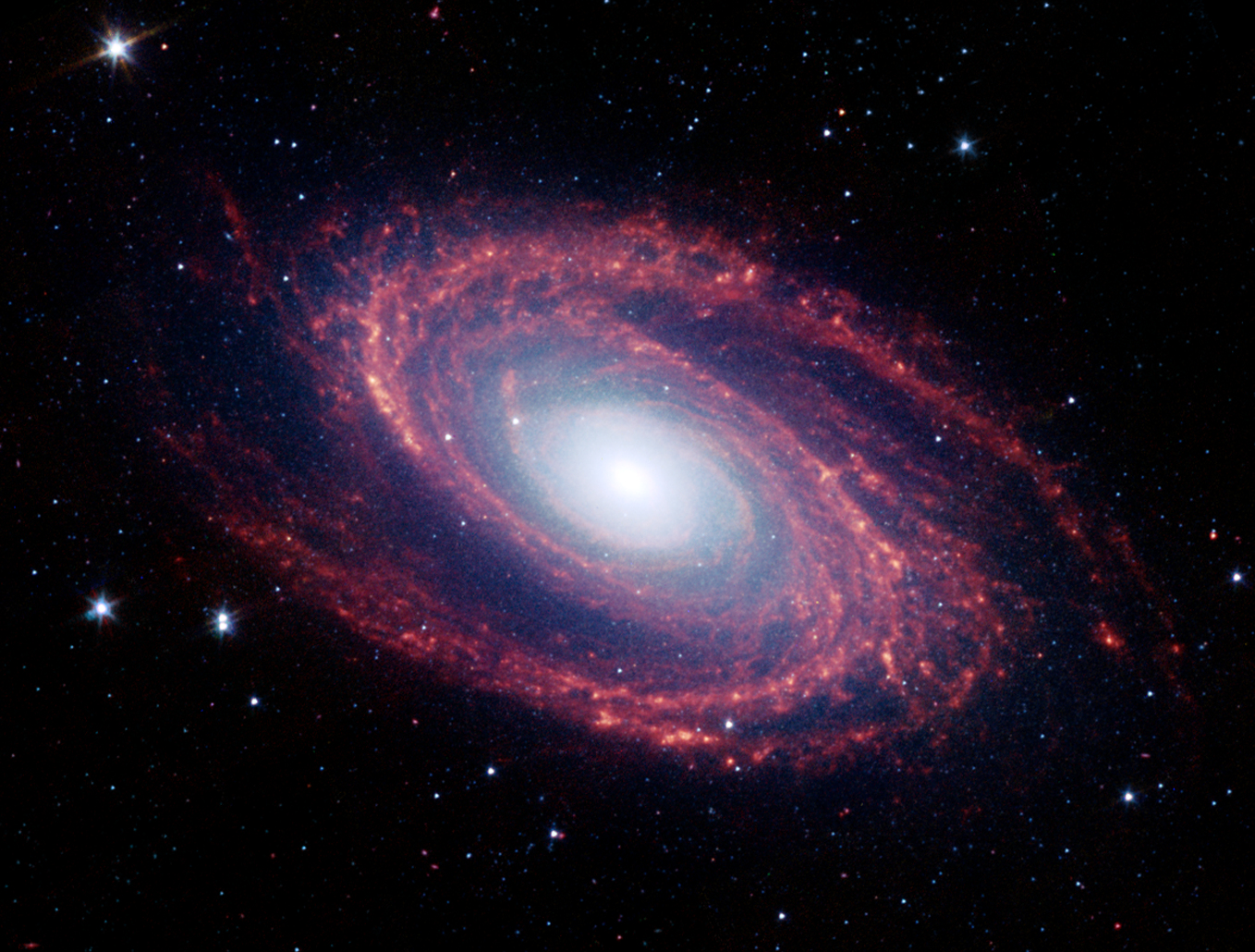
Imagine a galaxiei spirale de mare stil M81, realizată de Telescopul spațial Spitzer.

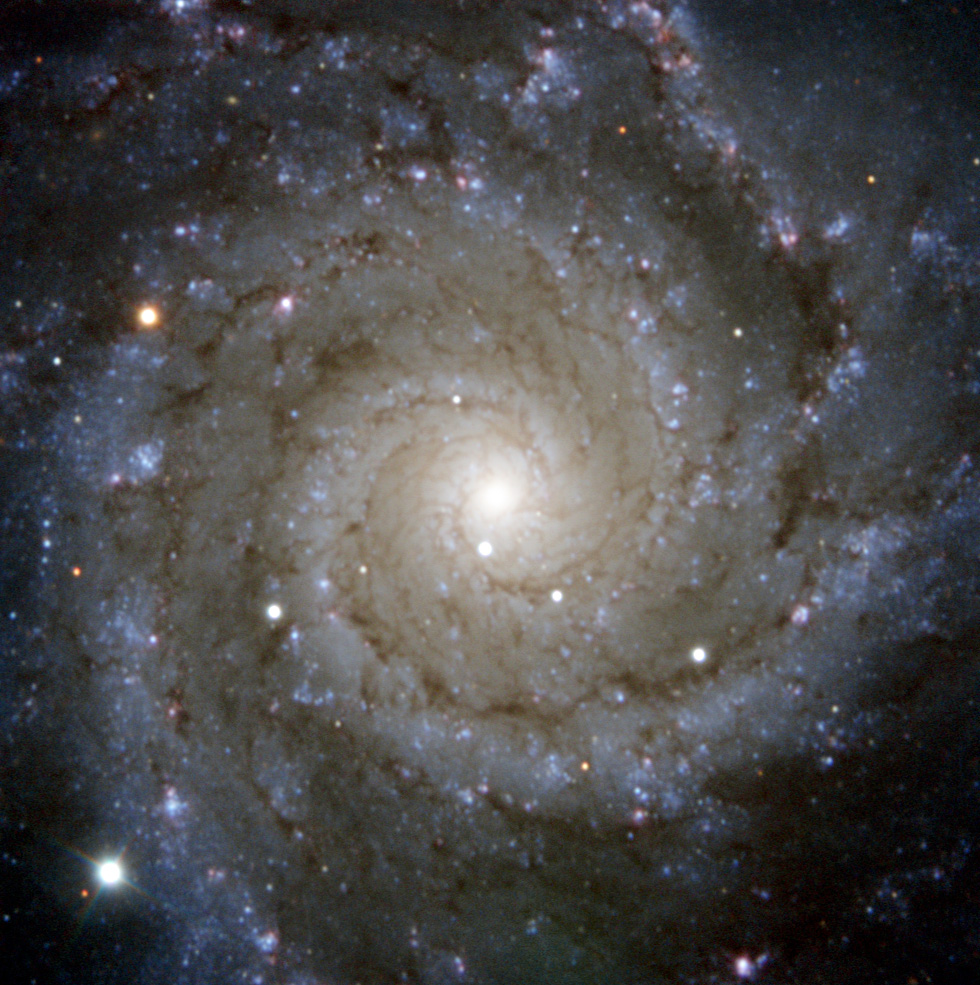
M74, o altă galaxie spirală de mare stil.

O galaxie spirală de mare stil (în engleză grand design spiral galaxy) este un tip de galaxie spirală cu brațe spirale importante și bine definite. Ea se distinge astfel de o galaxie spirală pufoasă, care posedă caracteristici structurale mai subtile. Brațele spirale ale unei galaxii spirale de mare stil se întind în mod clar în jurul galaxiei pe mai mulți radiani și pot să fie observate până la o bună distanță de nucleu.
În jur de 10% din galaxiile spirale sunt de mare stil, între care M81, M51, M 74, M100 și M101.

## Formare
Modelele cele mai utilizate pentru a explica formarea și structura galaxiilor spirale de mare stil sunt cele care fac să intervină  Density wave theory. Potrivit acestei teorii, brațele spirale sunt create în interiorul undelor de densitate care se rotesc în jurul galaxiei cu viteze diferite de acelea ale stelelor din disc. Stelele sunt luate în aceste unde de atracția gravitațională, deși poziția lor într-un braț spiral specific nu este în mod necesar permanentă.